# Czechrzyca
Czechrzyca, trybulka (Scandix L.) – rodzaj roślin z rodziny selerowatych (Apiaceae). Obejmuje 12 gatunków. Rośliny te występują w Makaronezji, południowej i środkowej Europie, południowo-zachodniej i środkowej Azji oraz w północnej Afryce. Do flory Polski należy jeden gatunek – czechrzyca grzebieniowa S. pecten-veneris.

## Morfologia
PokrójRośliny jednoroczne. Łodyga prosto wzniesiona, smukła, w górze rozgałęziona, owłosiona lub naga.
LiścieOgonkowe, 2- lub 3-krotnie pierzaste, końcowe odcinki liści wąskie.
KwiatyZebrane w baldachy złożone o nielicznych szypułkach. Pokryw brak lub są one nieliczne, podczas gdy pokrywki składają się z wielu listków, czasem porozcinanych. Kielich drobny, z niewidocznymi ząbkami działek. Płatki korony białe, odwrotnie jajowate, wycięte na szczycie. Brzeżne kwiaty bywają powiększone i silniej wycięte.
OwoceRozłupnia rozpadająca się na dwie równowąskie, silnie wydłużone, niemal walcowate rozłupki, zakończone długim dzióbkiem. Owocki na przekroju okrągławe, z 5 żebrami.

## Systematyka
Pozycja systematyczna
Rodzaj z podplemienia Scandicinae, plemienia Scandiceae, podrodziny Apioideae w obrębie rodziny selerowatych (Apiaceae).
Wykaz gatunków
- Scandix aucheri Boiss.
- Scandix australis L.
- Scandix balansae Reut. ex Boiss.
- Scandix blepharicarpa O.Cohen
- Scandix damascena Bornm.
- Scandix iberica M.Bieb.
- Scandix palaestina (Boiss.) Boiss.
- Scandix pecten-veneris L. – czechrzyca grzebieniowa
- Scandix persica Marloth
- Scandix stellata Banks & Sol.
- Scandix turgida (Boiss. & Balansa) Boiss.
- Scandix verna O.Cohen